# Xolmis
Xolmis är ett fågelsläkte i familjen tyranner inom ordningen tättingar: Släktet omfattar numera två arter som förekommer i Sydamerika:
- Vitgumpad busktyrann (X. velatus)
- Vit busktyrann (X. irupero)